# Universiteit van Ingolstadt
De universiteit van Ingolstadt, ook wel beschreven als Hohe Schule, werd in 1472 door hertog Lodewijk IX van Beieren (de Rilke) met toestemming van de paus, gesticht als eerste universiteit van Beieren. In 1800 verhuisde Lodewijk IX de universiteit naar Landshut en in 1826 verhuisde de universiteit naar München, daar is de naam gewijzigd in Ludwig Maximilians-Universiteit. De universiteit heet nu nog steeds zo.

## Geschiedenis

### Oprichting
De pest heerst hier maar zelden […]. En om de stad bevinden zich aldaar ook bossen, die tot wandelen uitnodigen, alsook voor de jacht. In de stad zijn voortreffelijke kerken, waaronder de Onze Lieve Vrouwe-tempel, die voldoende ruimte biedt bij grote academische feesten […]. De huizen zijn ruim, een aantal zelfs groots, ze hebben woonruimte voor meer dan duizend studenten […]. De wijn is wel wat duur, het vlees is goed, het brood uitstekend en de Donau levert net zo’n grote hoeveelheid vis als dat deze voortreffelijk is.
— Hertog Lodewijk, de Rijke: Brief aan Paus Pius II over de voordelen van Ingolstadt als mogelijke universiteitsstad, 1458

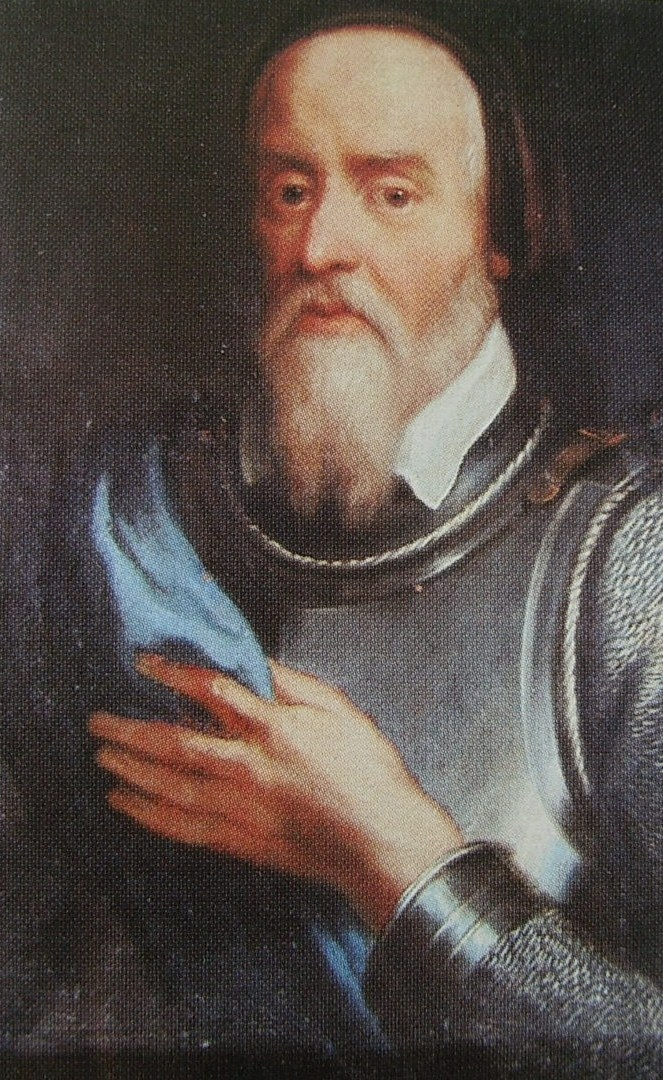
Hertog Lodewijk IX., de Rijke, oprichter van de universiteit

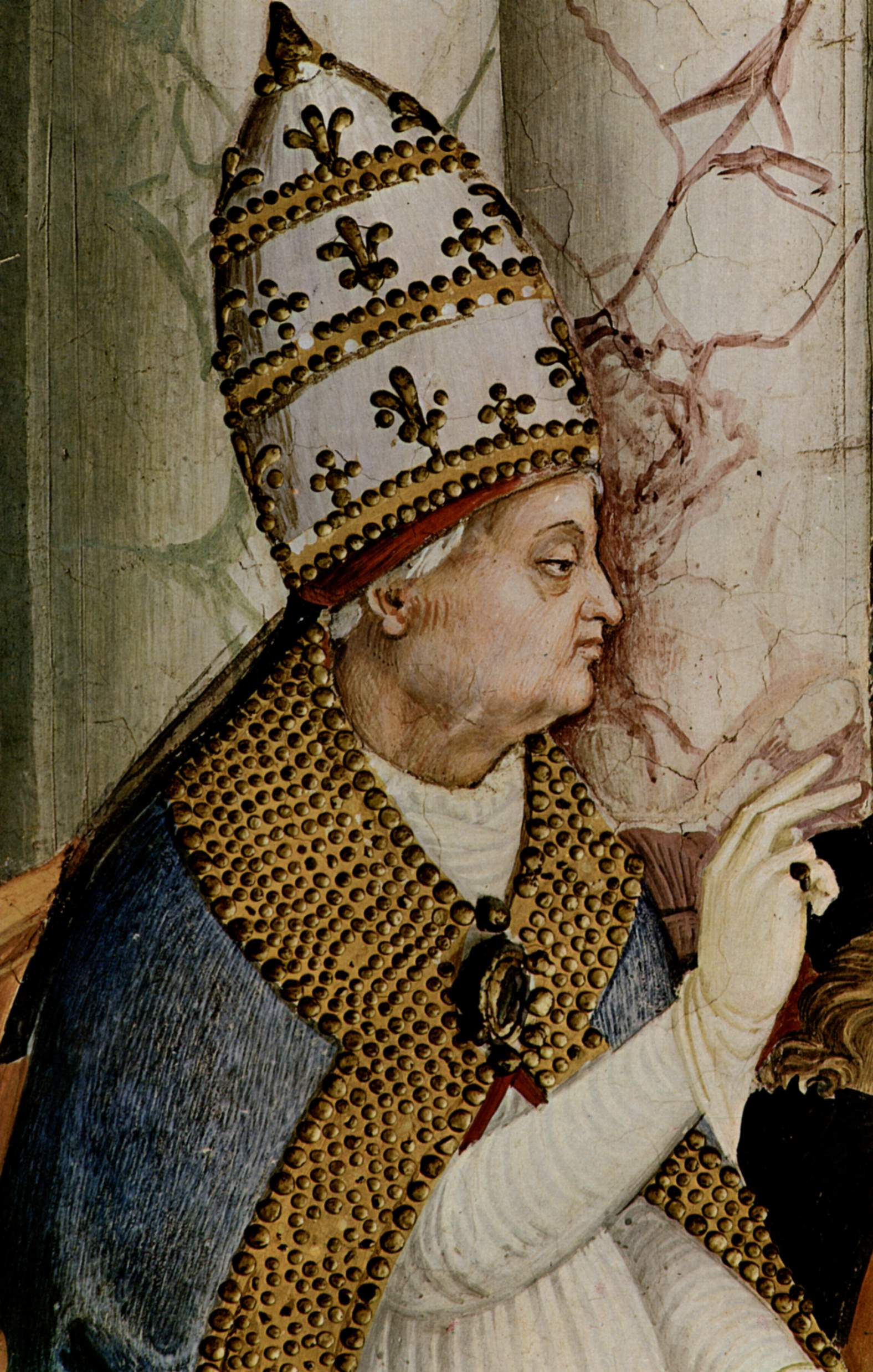
Paus Pius II verleende het privilege in 1472

Al in 1458 wende Hertog Lodewijk, de Rijke zich aan Paus Pius II met het voorstel tot de oprichting van een universiteit. De Paus stemde hier mee in door middel van het verstrekken van een bul op 7 april 1459, maar door financiële problemen kon de universiteit pas geopend worden op 26 juni 1472. De eer van het openingswoord in het Latijn was voorbehouden aan de koninklijke raadsheer Martin Mair. De zoektocht naar een geschikt gebouw duurde lang, uiteindelijk stelde de bisschop van Eichstätt het Pfründnerhaus, het oude-mannengasthuis, ter beschikking. Hierdoor kon in Ingolstadt de elfde universiteit in het Heilige Roomse Rijk opgericht worden. De eerste rector magnificus was Christoph Mendel von Steinfels. Ten tijde van zijn aanstelling waren reeds 489 studenten ingeschreven. Aan de Universiteit Ingolstadt werd in eerste instantie een algemene studie ingericht, bestaande uit de vier klassieke faculteiten; Theologie, Rechtswetenschappen, Geneeskunde en Vrije Kunsten. Als laatste was ook een voorbereidingsstudie voor de universitaire loopbaan opgenomen, die later de filosofische faculteit zou vormen. In de oprichtingsbul was al vastgelegd dat "elke andere willekeurige faculteit" (qualibet alia licita facultate) toegevoegd kon worden. De studenten konden de onderstaande opeenvolgende academische graden verwerven: Baccalaureus, Sententiarius, Licentiatus en tot slot Magister.
De theologische faculteit startte in maart 1472, door Johannes Ludovicis, dus nog voor de officiële opening. Op 9 februari 1473 werd Johannes Adorf benoemd tot de eerste doctor theologiae. Johannes Adorf en de in 1475 aangetrokken Georg Zingel, waren de eerste hoogleraren aan de theologische faculteit en drukten hun stempel op de eerste 30 jaar. Armlastige theologiestudenten werden vanaf 1494 opgevangen in het door Hertog George de Rijke opgerichte Georgianum.

### Bloei in de 16de eeuw

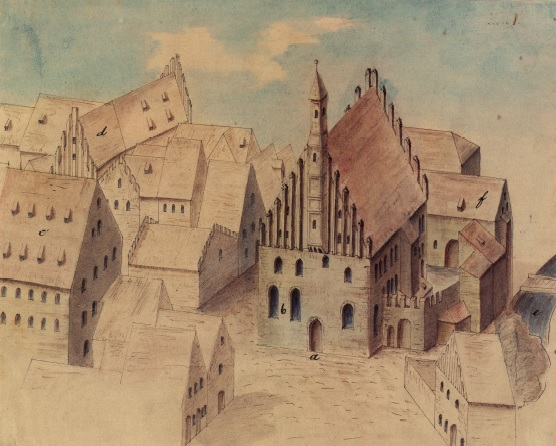
De Hohe Schule, het hoofdgebouw van de universiteit Ingolstadt, 1571

Al voor het jaar 1500 kreeg het humanisme in Ingolstadt, als eerste Duitse universiteit, voet aan de grond. Sinds 1505 kon men Hebreeuws en sinds 1515 Grieks studeren. Grote geleerden in deze tijd waren bijvoorbeeld de humanist Conrad Celtis, de historicus Johannes Aventinus (Johann Turmayr) en de jezuïet Petrus Canisius. Door de theoloog Johannes Eck, die uit Ingolstadt kwam, werd de stad een centrum van de contrareformatie. Na de dood van Eck in 1543 werd de universiteit gedeeltelijk overgedragen aan de Jezuïeten. Net zoals vrijwel alle andere katholieke hogescholen die werden geleid door de Jezuïeten tot aan de opheffing van de orde in 1773. Een van de belangrijkste rectoren van de universiteit in het midden van de 16de eeuw was de jezuïet Petrus Canisius. Keizer Ferdinand II en Koning Maximilian I van Beieren hebben gestudeerd aan de Universiteit Ingolstadt. Tijdens het hoogtepunt waren meer dan 1000 studenten aan de hogeschool ingeschreven.

### Ontwikkeling in de 17de en 18de eeuw

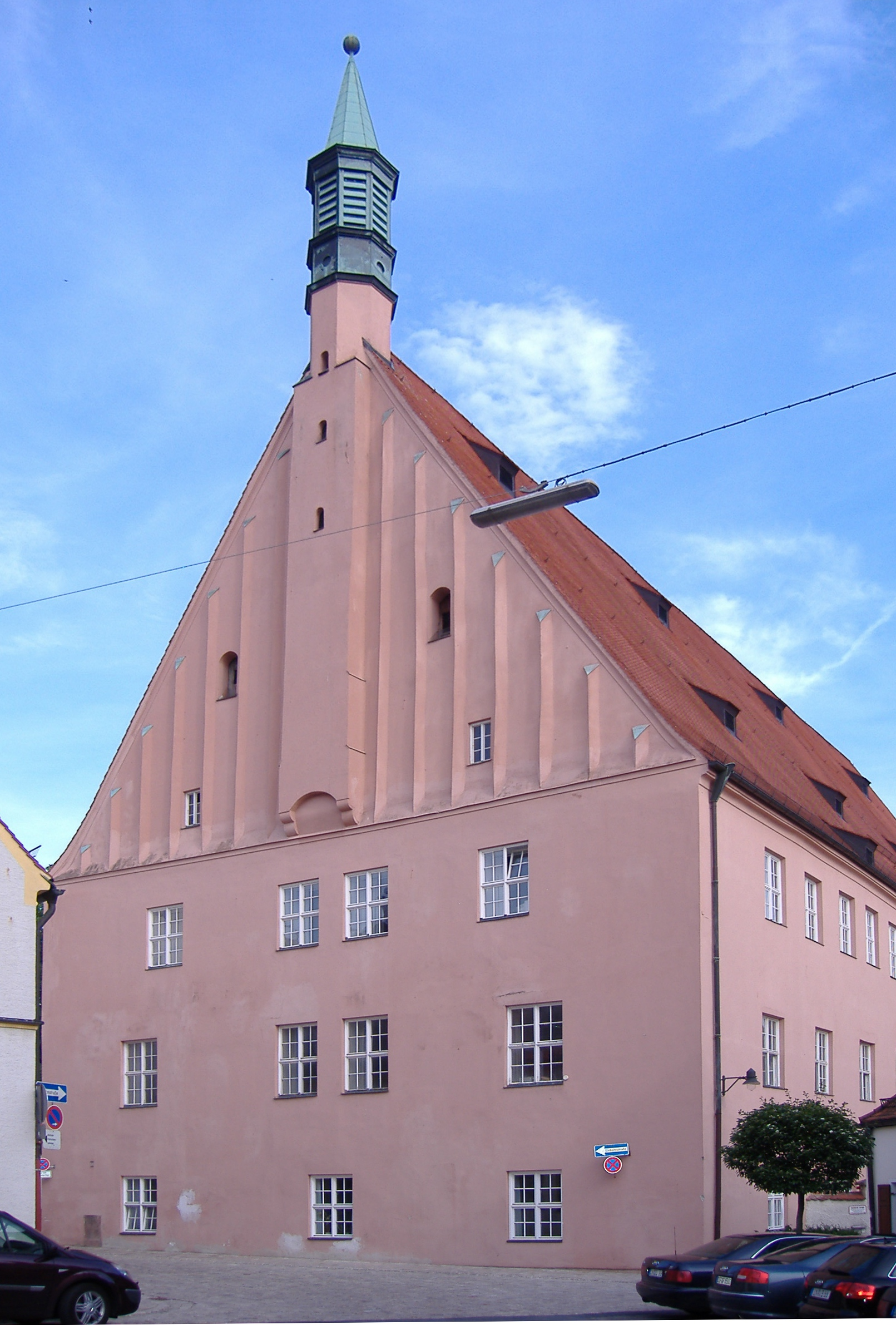
De hogeschool tegenwoordig

De stad werd in het jaar 1539 een vesting. Ten tijde van de Dertigjarige Oorlog werd er stevig om de stad gevochten, de universiteit had veel schade en herstelde niet meer na 1648.
Sinds het midden van de 18de eeuw werden pogingen tot hervorming ondernomen. Ingolstadt en de Universiteit van Keulen vormden samen de invloedrijkste Duitse katholieke hogescholen in de vroegere nieuwe tijd. Die qua studentaantallen na de reformatie alleen werden overtroffen door de grote protestante universiteiten in Leipzig, Jena, Wittenberg (later Halle) en Göttingen, alsook Königsberg (Albertina-universiteit).

### Verplaatsing naar Landshut en München
Door de chaos die ontstond na de oprichting van de Illuminati orde in 1778 door professor Adam Weishaupt uit Ingolstadt, werd Ingolstadt door het onderdrukken van de orde opnieuw intolerant. Toen de nieuwe keurvorst Maximiliaan IV Jozef van Beieren (de latere koning Maximilian I) en zijn minister graaf Montgelas in 1799 opnieuw hervormingen wilden doorvoeren, werd de universiteit vanwege de oprukkende oorlog naar Landshut (Universiteit Landshut) verplaatst. 26 jaar later, in 1826, verplaatste koning Lodewijk I de universiteit naar de hoofdstad München (Ludwig Maximilians-Universiteit).

## Beroemde professoren en bekende functionarissen
| Afbeelding | Naam                                                   | Geboren | Gestorven | Faculteit/Leerstoel                           | Functie                              | Opmerking |  |
| ---------- | ------------------------------------------------------ | ------- | --------- | --------------------------------------------- | ------------------------------------ | --- |  |
|            | Balthasar Adelmann                                     | 1645    | 1713      | katholieke theologie                          | hoogleraar                           | vanaf 1688 hoogleraar Ethiek, jezuïet |  |
|            | Caspar Adelmann                                        | 1641    | 1703      | katholieke theologie                          | hoogleraar                           | vanaf 1679 hoogleraar; student vanaf 1659 jezuïet |  |
|            | Joseph Adelmann                                        | 1648    | 1693      | Hebreeuwse studies; Natuurkunde               | hoogleraar                           | vanaf 1679 hoogleraar; student in Ingolstadt; jezuïet |  |
|            | Johannes Adorf                                         |         | 1505      | katholieke theologie                          | hoogleraar                           | theoloog, pastoor van Sankt Marien |  |
|            | Johann Agricola                                        | 1496    | 1570      | geneeskunde                                   | hoogleraar                           | vanaf 1531 hoogleraar; arts |  |
|            | Veit Amerbach                                          | 1503    | 1557      | filosofie                                     | hoogleraar                           | vanaf 1543 hoogleraar; geleerde; humanist |  |
|            | Peter Apian                                            | 1495    | 1552      | wiskunde                                      | hoogleraar                           | wiskundige; astronoom; geograaf |  |
|            | Philipp Apian                                          | 1531    | 1589      | wiskunde                                      | hoogleraar                           | wiskundige; arts; cartograaf |  |
|            | Beda Aschenbrenner                                     | 1756    | 1817      | rechtswetenschap                              | hoogleraar                           | vanaf 1789 hoogleraar canoniek recht; eerste colleges in het Duits in plaats van Latijn                                                                  |  |
|            | Johannes Aventinus                                     | 1477    | 1534      | Latijnse studies                              | privaatdocent                        | pionier in de klassieke taal- en letterkunde in Duitsland                                                                                                |  |
|            | Christoph Besold                                       | 1577    | 1638      | rechtswetenschappen                           | hoogleraar                           | |  |
|            | Joseph Biner                                           | 1697    | 1766      | filosofie                                     | hoogleraar                           | Zwitsers jezuïet |  |
|            | Johann Lonaeus van den Bosch (Johannes Lonäus Boscius) | 1514    | 1585      | geneeskunde; faculteit van de artes liberales | hoogleraar                           | vanaf 1558 hoogleraar retorica; vanaf 1560 medicus |  |
|            | Franz Burckhard (Burckhardt)                           |         |           | katholieke theologie                          | hoogleraar                           | |  |
|            | Peter Burckhard                                        | 1461    | 1526      | geneeskunde                                   | hoogleraar                           | 1520 rector; decaan 1521 |  |
|            | Heinrich Canisius                                      | 1557    | 1610      | rechtswetenschap                              | hoogleraar                           | hoogleraar canoniek recht; neef van de heilige Petrus Canisius                                                                                           |  |
|            | Petrus Canisius                                        | 1521    | 1597      | katholieke theologie                          | hoogleraar                           | ook rector; heilige; kerkleraar; schrijver; jezuïet |  |
|            | Anton Joseph Carl                                      | 1725    |           | 1799                                          | scheikunde; geneeskunde; natuurkunde | hoogleraar |  |
|            | Conrad Celtis                                          | 1459    | 1508      | retorica; poëtiek                             | hoogleraar                           | humanist en dichter |  |
|            | Johann Friedrich von Chardel                           | 1673    | 1713      | rechtswetenschappen                           | hoogleraar                           | rector |  |
|            | Hieronymus von Croaria                                 | 1460/63 | 1527      | rechtswetenschap                              | hoogleraar                           | hoogleraar canoniek recht; rechter in het verbond van Zwaben                                                                                             |  |
|            | Johann Baptist Cysat                                   | 1586    | 1657      | wiskunde                                      | hoogleraar                           | ontdekte met zijn leraar en voorganger Christoph Scheiner in 1611 zonnevlekken                                                                           |  |
|            | Joachim Denich                                         | 1560    | 1633      | rechtswetenschappen                           | hoogleraar                           | raadsman hertog Maximilians I. |  |
|            | Kaspar Denich                                          | 1591    | 1660      | rechtswetenschappen                           | hoogleraar                           | tegenstander van heksenprocessen |  |
|            | Johannes Eck                                           | 1486    | 1543      | katholieke theologie                          | hoogleraar                           | |  |
|            | Leonhard von Eck                                       | 1480    | 1550      |                                               |                                      | beschermheer van de Sodalitas litteraria Angilostadensis; kanselier van Beieren                                                                          |  |
|            | Oswald von Eck                                         |         |           |                                               | rector                               | rector 1539 |  |
|            | Michael Eiselin                                        | 1558    | 1613      | katholieke theologie                          | hoogleraar                           | decaan 1591; jezuïet |  |
|            | Martin Eisengrein                                      | 1535    | 1578      | katholieke theologie                          | hoogleraar                           | meervoudig rector en decaan |  |
|            | Ulrich Ellenbog                                        | 1435    | 1499      | geneeskunde                                   | hoogleraar                           | een van de eerste hoogleraren geneeskunde in Ingolstadt                                                                                                  |  |
|            | Johannes Engel                                         | 1463    | 1519      | wiskunde; natuurkunde                         | hoogleraar                           | |  |
|            | Johannes Fabri                                         | 1504    | 1558      | katholieke theologie                          | hoogleraar                           | controvers-theoloog; dominicaan (lid van de orde der Predikheren)                                                                                        |  |
|            | Johann Georg Feßmaier                                  | 1775    | 1828      | rechtswetenschappen                           | hoogleraar                           | regeringsfunctionaris |  |
|            | Philipp Fischer                                        | 1744    | 1800      | geneeskunde                                   | hoogleraar en decaan                 | lijfarts van keurvorst Maximilian III Jozef van Beieren                                                                                                  |  |
|            | Valentin Forster                                       | 1530    | 1608      | rechtswetenschappen                           | privaatdocent                        | |  |
|            | Leonhart Fuchs                                         | 1501    | 1566      | geneeskunde                                   | docent                               | al student in Ingolstadt; een van de grondleggers van de plantenkunde (uitgever van kruidenboeken)                                                       |  |
|            | Mathias Gabler                                         | 1736    | 1805      | filosofie; natuurkunde;economie               | hoogleraar                           | jezuïet; onderwijsvernieuwer |  |
|            | Obertus Giphanius                                      | 1534    | 1604      | rechtswetenschappen                           | hoogleraar                           | moraal- en pastoraaltheoloog |  |
|            | Nikolaus Thaddäus von Gönner                           | 1764    | 1827      | rechtswetenschappen                           | hoogleraar                           | een van de grondleggers van de plantenkunde (uitgever van kruidenboeken); student in Ingolstadt;                                                         |  |
|            | Dominicus Gollowitz                                    | 1764    | 1827      | rechtswetenschappen                           | hoogleraar                           | hoogleraar staatsrecht; staatsman |  |
|            | Georg Hauer                                            | 1481    | 1536      | rechtswetenschappen                           | hoogleraar                           | meervoudig rector |  |
|            | Placidus Heinrich                                      | 1758    | 1825      | natuurkunde                                   | hoogleraar                           | meteoroloog |  |
|            | Sebastian Heiß                                         | 1571    | 1614      | theologie en filosofie                        | hoogleraar                           | controversialist |  |
|            | Carl Sebastian Heller von Hellersberg                  | 1772    | 1818      | rechtswetenschappen                           | buitengewoon hoogleraar              | staatsrechtskundige |  |
|            | Hans-Georg Hermann                                     |         |           | rechtswetenschappen                           | hoogleraar                           | hoogleraar in Landshut |  |
|            | Wiguläus Hundt                                         | 1514    | 1588      | rechtswetenschappen                           | hoogleraar                           | hoogleraar institutioneel recht; rector 1539; adviseur van Beieren; geschiedsschrijver                                                                   |  |
|            | Albert Hunger                                          | 1545    | 1604      | filosofie                                     | hoogleraar                           | bovendien theoloog |  |
|            | Wolfgang Hunger                                        | 1511    | 1555      | rechtswetenschappen                           | hoogleraar                           | bovendien rector; hoge ambtenaar bij het Rijkskamergerecht                                                                                               |  |
|            | Philipp Jakob Huth von Dessendorf                      | 1742    | 1813      |                                               | universiteitsbibliothecaris          | katholiek theoloog; student in Ingolstadt |  |
|            | Johann Adam von Ickstatt                               | 1702    | 1776      | rechtswetenschappen                           | hoogleraar                           | |  |
|            | Joanni Ivitio ab Iviczna (Jan Iwicki z Iwiczny)        | 1580    | 1598      | rechtswetenschap                              | hoogleraar                           | hoogleraar canoniek recht; gestorven op 3 december 1598                                                                                                  |  |
|            | Graf Friedrich von Kastel                              |         |           |                                               | rector                               | rector 1537 |  |
|            | Anton Jonas Kilianstein                                | 1560    | 1638      | anatomie; chirurgie                           | hoogleraar                           | rector 1623–1636 (acht keer) |  |
|            | Karl Klocker                                           | 1748    | 1805      | rechtswetenschappen                           | hoogleraar                           | canonist |  |
|            | Gabriel Knogler                                        | 1759    | 1838      | wiskunde; natuurkunde                         | hoogleraar                           | rector |  |
|            | Ignatius Kögler                                        | 1680    | 1746      | wiskunde                                      | hoogleraar                           | doceerde ook oude talen en Hebreeuws |  |
|            | Johann Nepomuk Gottfried von Krenner                   | 1759    | 1812      | geschiedenis                                  | hoogleraar                           | staatsman |  |
|            | Caspar Lagus                                           | 1526/33 | 1606      | rechtswetenschappen                           | hoogleraar                           | tegenstander van de heksenverbrandingen |  |
|            | Johann Georg von Lori                                  | 1723    | 1787      | rechtswetenschappen                           | hoogleraar                           | hoogleraar criminologie en rechtshistorie; historicus; hoge Beierse ambtenaar                                                                            |  |
|            | Johannes Ludovici                                      |         | 1480      | theologie                                     | hoogleraar                           | hulpbisschop in Regensburg; hertogelijk adviseur in Beieren en eerste hoogleraar theologie                                                               |  |
|            | Leonhard Marstaller                                    | 1488    | 1546      | katholieke theologie                          | hoogleraar                           | theoloog in de tijd van de reformatie; kanunnik in Eichstätt                                                                                             |  |
|            | Johann Nepomuk Mederer                                 | 1734    | 1808      | geschiedenis, kerkgeschiedenis                | hoogleraar                           | auteur van annalen van de universiteit, jezuïet |  |
|            | Christoph Mendel von Steinfels                         |         | 1508      | rechtswetenschappen                           | hoogleraar                           | eerste rector van de universiteit; bisschop van Chiemsee                                                                                                 |  |
|            | Philipp Menzel                                         | 1546    | 1613      | geneeskunde; poëtiek                          | hoogleraar                           | eerste poeta laureatus van de universiteit |  |
|            | Albert Menzel                                          | 1632    |           | geneeskunde                                   | hoogleraar                           | lijfarts van hertog Wolfgang Wilhelm von Pfalz-Neuburg                                                                                                   |  |
|            | Joseph Milbiller                                       | 1753    | 1816      | geschiedenis                                  | hoogleraar                           | voorvechter van de katholieke verlichting |  |
|            | Petrus Niger                                           | 1434    | 1483      | katholieke theologie                          | hoogleraar                           | auteur van de vroegste gedrukte antisemitische geschriften                                                                                               |  |
|            | Martin Prenninger                                      | 1450    | 1501      | faculteit van de artes liberales              | hoogleraar                           | humanist en rechtsgeleerde |  |
|            | Johannes Ramelspach                                    |         |           | rechtswetenschappen                           | hoogleraar                           | |  |
|            | Johann Christoph Raßler                                | 1654    | 1723      | katholieke theologie; filosofie               | hoogleraar                           | hoogleraar moraaltheologie; jezuïet; studie prefect |  |
|            | Johannes Reuchlin                                      | 1455    | 1522      | Hebreeuwse studies                            | hoogleraar                           | filosoof; humanist; jurist en diplomaat |  |
|            | Johann Michael Sailer                                  | 1751    | 1832      | katholieke theologie                          | hoogleraar                           | bisschop van Regensburg |  |
|            | Caspar Schatzger                                       | 1463/64 | 1527      | katholieke theologie                          | lector                               | latere Franciscaner-Observant, beroemde controvers-theoloog in de tijd van de Reformatie; student in Ingolstadt                                          |  |
|            | Christoph Scheiner                                     | 1573    | 1650      | natuurkunde; Hebreeuwse studies               | hoogleraar                           | ontdekker van zonnevlekken; jezuïet |  |
|            | Johann Peter Schiltenberger                            | 1684    | 1759      | rechtswetenschappen                           | hoogleraar                           | meervoudig rector |  |
|            | Franz Schmalzgrueber                                   | 1663    | 1735      | canoniek recht                                | hoogleraar                           | schreef een standaardwerk voor canoniek recht; jezuïet                                                                                                   |  |
|            | Benedict Schmidt                                       | 1726    | 1778      | rechtswetenschappen                           | hoogleraar                           | rector |  |
|            | Caspar Schober                                         | 1504    | 1532      | rechtswetenschappen                           | hoogleraar                           | rechter bij het Rijkskamergerecht |  |
|            | Hermann Scholliner                                     | 1722    | 1795      | katholieke theologie                          | hoogleraar                           | hoogleraar dogmatiek; rector; |  |
|            | Franz Joseph Seedorf                                   | 1691    | 1759      | katholieke theologie                          | hoogleraar                           | jezuïet; biechtvader en adviseur van twee keurvorsten in de Pfalz                                                                                        |  |
|            | Sebastian Seemiller                                    | 1752    | 1798      | katholieke theologie; oriëntalistiek          | hoogleraar                           | meervoudig decaan; rector; hoofdbibliothecaris van de universiteitsbibliotheek                                                                           |  |
|            | Johannes Stabius                                       | 1468    | 1522      | wiskunde                                      | hoogleraar                           | hoogleraar 1498–1503 |  |
|            | Friedrich Staphylus                                    | 1512    | 1564      | katholieke theologie;geschiedenis;humaniora   | hoogleraar                           | eerder theoloog Lutheranisme |  |
|            | Benedikt Stattler                                      | 1728    | 1797      | katholieke theologie                          | hoogleraar                           | pro-kanselier; leraar van Johann Michael Sailer |  |
|            | Coelestin II. Steiglehner                              | 1738    | 1819      | natuurkunde; wiskunde                         | hoogleraar                           | laatste vorstabt van St. Emmeram in Regensburg |  |
|            | Georg Stengel                                          | 1584    | 1651      | filosofie; theologie                          | hoogleraar                           | auteur |  |
|            | Adam Tanner                                            | 1572    | 1632      | katholieke theologie;Hebreeuwse studies       | hoogleraar                           | contrareformator; heksentheoreticus; jezuïet |  |
|            | Marcus Tatius                                          | 1509    | 1562      | poëtiek                                       | hoogleraar                           | poeta laureatus 1541; assessor bij het Rijkskamergericht                                                                                                 |  |
|            | Georg Theander                                         | 1508    | 1570      | katholieke theologie                          | hoogleraar                           | |  |
|            | Johannes Tolhopf (Johannes Tolophus)                   | 1429    | 1503      | filosofie; katholieke theologie               | hoogleraar                           | hoogleraar 1472, rector 1473 en vanaf 1479 koninklijk adviseur en hofastroloog van koning Matthias Corvinus                                              |  |
|            | Sixtus Tucher                                          | 1459    | 1507      | rechtswetenschappen                           | hoogleraar                           | 1488 rector |  |
|            | Gregor von Valencia                                    | 1549    | 1603      | katholieke theologie                          | hoogleraar                           | biechtvader van Maximilians I |  |
|            | Joseph Vogler                                          | 1754    | 1830      | filosofie; theologie                          | hoogleraar                           | jezuïet |  |
|            | Joseph von Weber                                       | 1754    | 1831      | natuurkunde; scheikunde                       | hoogleraar                           | |  |
|            | Adam Weishaupt                                         | 1748    | 1830      | rechtswetenschappen                           | hoogleraar                           | oprichter van de [[Deze pagina is beveiligd tegen bewerkingen van anoniemen en nieuwe gebruikers Illuminati (orde)\|orde der Volmaakbaren (Illuminati)]] |  |
|            | Johann Georg Weishaupt                                 | 1716    | 1753      | rechtswetenschappen                           | hoogleraar                           | hoogleraar instituties, strafrecht en algemene rechtshistorie                                                                                            |  |
|            | Georg von Widmont                                      | 1640    | 1740      | rechtswetenschappen                           | hoogleraar                           | vanaf 1676 hoogleraar Institutiewetenschappen, pandektistiek, proces- en leenrecht                                                                       |  |
|            | Nikolaus Wynmann                                       | 1510    | 1550      | Hebreeuwse studies                            | hoogleraar                           | Zwitsers humanist |  |
|            | Georg Zingel                                           | 1428    | 1508      | katholieke theologie                          | hoogleraar                           | decaan |  |
|            | Viglius Zuichemus                                      | 1507    | 1577      | rechtswetenschappen                           | hoogleraar                           | Nederlands staatsman; ambassadeur Keizer Karel V |  |
|            | Joseph Zwinger                                         | 1705    | 1772      | katholieke theologie                          | hoogleraar                           | jezuïet |  |

## Beroemde studenten
| Afbeelding | Naam                                  | Geboren | Gestorven   | Faculteit/Leerstoel                                                            | Studietijd                                             | Opmerking |
| ---------- | ------------------------------------- | ------- | ----------- | ------------------------------------------------------------------------------ | ------------------------------------------------------ | --- |
|            | Franz von Baader                      | 1765    | 1841        | geneeskunde                                                                    |                                                        | arts, mijnbouwingenieur en filosoof                                                                                        |
|            | Maximilian I. von Bayern              | 1573    | 1651        | rechtswetenschappen                                                            | 1587–1591                                              | hertog van Beieren (1597–1651) vanaf 1623 keurvorst                                                                        |
|            | Maximilian Franz Joseph von Berchem   | 1702    | 1778        | kameralistiek                                                                  |                                                        | Beierse minister voor buitenlandse zaken 1745–1777                                                                         |
|            | Wilhelm Eisengrein                    | 1543    | 1584        | rechtswetenschappen                                                            |                                                        | theoloog; jurist; historicus                                                                                               |
|            | Johann Georg Feßmaier                 | 1775    | 1828        | rechtswetenschappen                                                            | 1794–1797                                              | hoogleraar en regeringsambtenaar                                                                                           |
|            | Ferdinand II. von Habsburg            | 1578    | 1637        | katholieke theologie                                                           | 1590–1595                                              | keizer van het Heilige Roomse Rijk (1619–1637)                                                                             |
|            | Johann Sebastian von Hirnheim         | 1495    | 1555        | rechtswetenschappen                                                            | 1508-tot voor 1514                                     | assessor (rechter) bij het Rijkskamergerecht in Speyer                                                                     |
|            | Philipp Jakob Huth von Dessendorf     | 1742    | 1813        | katholieke theologie; rechtswetenschappen                                      |                                                        | theoloog; universiteitsbibliothecaris in Ingolstadt                                                                        |
|            | Matthias Gretz                        | 1480    | 1543        | katholieke theologie                                                           | 1516                                                   | theoloog; filosoof; dichter                                                                                                |
|            | Georg Hauer                           | 1440    | tot na 1491 | katholieke theologie                                                           | 1472–1477(?)                                           | monnik (abdij Niederaltaich), kroniekschrijver                                                                             |
|            | Carl Sebastian Heller von Hellersberg | 1772    | 1818        | rechtswetenschappen filosofie                                                  | 1788–1793                                              | staatsrechtdeskundige en buitengewoon hoogleraar                                                                           |
|            | Jakob Henrichmann                     | 1482    | 1561        | rechtswetenschappen                                                            | na 1506/voor 1514                                      | humanist, jurist en geestelijke                                                                                            |
|            | Philip Wilhelm von Hornick            | 1640    | 1714        | rechtswetenschappen                                                            | 1660/61                                                | mercantilist |
|            | Franz Xaver von Haeberl               | 1759    | 1846        | geneeskunde en filosofie                                                       | 1781/82–1784                                           | arts |
|            | Simon von Haeberl                     | 1772    | 1831        | geneeskunde                                                                    | arts, vernieuwer van het gezondheidssysteem in Beieren | |
|            | Sebastian Heiß                        | 1571    | 1614        | theologie en filosofie                                                         | tot 1600                                               | controversialist |
|            | Melchior Khlesl                       | 1552    | 1630        | katholieke theologie                                                           | 1579                                                   | bisschop van Wenen en kanselier voor keizer Matthias                                                                       |
|            | Anton Maria Kobolt                    | 1752    | 1826        | filosofie; katholieke theologie;rechtswetenschappen                            | 1773–1777                                              | kanunnik en lid van de Beierse Academie van Wetenschappen                                                                  |
|            | Wiguläus von Kreittmayr               | 1705    | 1790        | rechtswetenschappen                                                            |                                                        | Beiers staatsman; schepper van de codex Maximilianeus Bavaricus Civilis en van de codex Maximilianeus Bavaricus Criminalis |
|            | Franz von Krenner                     | 1762    | 1819        | rechtswetenschappen                                                            | vanaf 1779                                             | staatsman |
|            | Johann Nepomuk Gottfried von Krenner  | 1759    | 1812        | rechtswetenschappen                                                            | 1776–1779                                              | staatsman en hoogleraar aan de universiteit                                                                                |
|            | Matthäus Lang von Wellenburg          | 1468    | 1540        | rechtswetenschappen                                                            | 1486(baccalaureus)                                     | aartsbisschop van Salzburg (1519–1549); kardinaal (vanaf 1535)                                                             |
|            | Anton Johann Lipowsky                 | 1723    | 1780        | rechtswetenschappen                                                            | omtrent 1746 (licentiaat)                              | jurist en historicus, medeoprichter van de Beierse Academie van Wetenschappen                                              |
|            | Thaddäus Ferdinand Lipowsky           | 1738    | 1767        | rechtswetenschappen                                                            | omtrent 1760                                           | ambtenaar en musicus |
|            | Johann Nepomuk Mederer                | 1734    | 1808        | katholieke theologie; kerkgeschiedenis                                         | 1760–1763                                              | auteur van een kroniek over de universiteit, jezuïet                                                                       |
|            | Franz Anton Mesmer                    | 1734    | 1815        | katholieke theologie, filosofie, wiskunde, natuurkunde, klassieke talen, Frans | 1754-tot voor 1759                                     | arts; grondlegger van dierlijk magnetisme (mesmerisme)                                                                     |
|            | Andreas Osiander                      | 1498    | 1552        | katholieke theologie                                                           | 1515–tot voor 1522                                     | reformator |
|            | Philipp von Rodenstein                | 1564    | 1604        | katholieke theologie                                                           | 1582–1584                                              | vorstbisschop van Worms (1595–1604)                                                                                        |
|            | Christoph Leopold von Schaffgotsch    | 1623    | 1703        | rechtswetenschappen                                                            |                                                        | in de jaren 1640 staatsman                                                                                                 |
|            | Caspar Schatzger                      | 1463/64 | 1527        | katholieke theologie                                                           | 1489–1497                                              | contratheoloog tijdens de Reformatie                                                                                       |
|            | Franz Schmalzgrueber                  | 1663    | 1735        | canoniek recht                                                                 | voor 1689                                              | schreef een standaardwerk voor canoniek recht; jezuïet                                                                     |
|            | Wilhelm I Sölner                      | 1671    | 1741        | katholieke theologie                                                           | omstreeks 1690                                         | abt van het cisterciënzerklooster in Ebrach                                                                                |
|            | Daniel Stadler                        | 1705    | 1764        | filosofie; wiskunde, katholieke theologie                                      | 1725–1727, 1731–1735                                   | jezuïet, historicus en biechtvader van keurvorst Maximilian III Jozef van Beieren                                          |
|            | Johannes Stöffler                     | 1452    | 1531        | katholieke theologie                                                           | 1472–1476                                              | wiskundige; astronoom; hoogleraar en rector in Tübingen                                                                    |
|            | Thomas Truchseß von Wetzhausen        | 1460    | 1523        | katholieke theologie                                                           | 1484/1485                                              | theoloog, humanist en vicaris-generaal in vorstbisdom Speyer                                                               |
|            | Edmund Zoz                            | 1653    | 1706        | katholieke theologie                                                           | 1668                                                   | cisterciënzer abt |

## Blijvende invloed

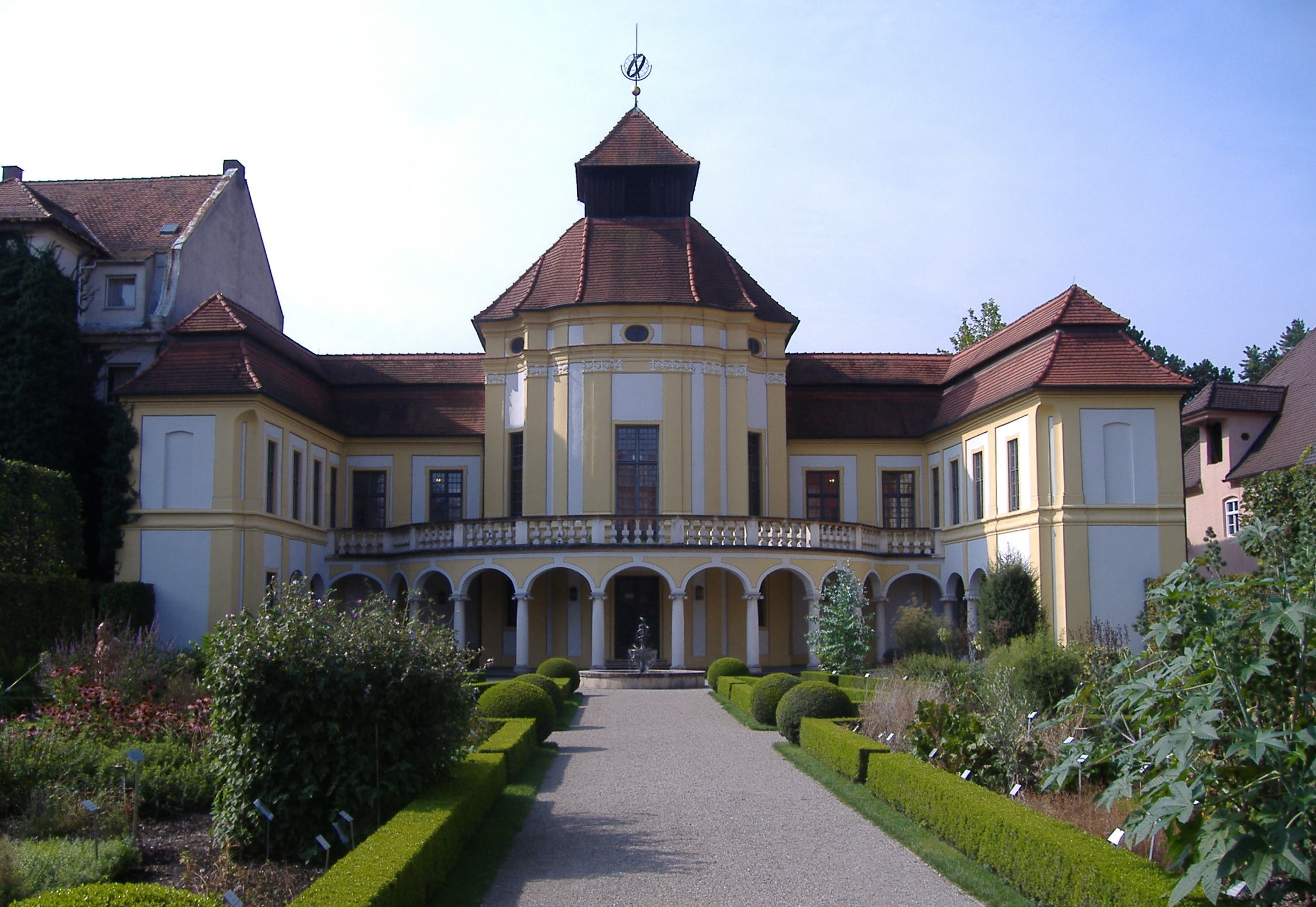
Die Alte Anatomie, het gebouw van de geneeskunde faculteit van de universiteit Ingolstadt

De in 1819 verschenen roman Frankenstein van Mary Shelley vertelt de geschiedenis over de jonge Victor Frankenstein, die aan de destijds beroemde universiteit Ingolstadt, een artificieel mens tot leven brengt.
In 1989 werd Ingolstadt door de oprichting van een faculteit economische wetenschappen door de Katholieke Universiteit Eichstätt-Ingolstadt opnieuw een universiteitsstad. Deze faculteit staat tegenwoordig ook bekend als WFI-Ingolstadt School of Management.